# Tjkalovskaja
Tjkalovskaja (ryska: Чка́ловская) är en tunnelbanestation på Ljublinsko–Dmitrovskaja-linjen i Moskvas tunnelbana.
Stationen öppnades 28 december 1995. Stationen har fått sitt namn efter flygaren Valerij Tjkalov, och temat på stationen är inspirerat av flygning.

## Byten
På Tjkalovskaja kan man byta till Kurskaja-stationerna på ringlinjen och 
Arbatsko Pokrovskajalinjen.